# Cardiff Central (circonscription du Parlement britannique)
Ne doit pas être confondue avec Cardiff Central, une circonscription du Senedd.
Pour les articles homonymes, voir Cardiff Central.
Circonscription parlementaire de la 

Chambre des communes
Cardiff Central est une circonscription électorale britannique située au pays de Galles.

## Members of Parliament

### MPs 1918–1950
| Election | Election | Membres,               | Parti                  | Portrait               |
| -------- | -------- | ---------------------- | ---------------------- | ---------------------- |
|          | 1918     | James Childs Gould     | Conservateur           |                        |
|          | 1924     | Lewis Lougher          | Conservateur           |                        |
|          | 1929     | Ernest Bennett         | Labour                 |                        |
|          | 1931     | Ernest Bennett         | National Labour        |                        |
|          | 1945     | George Thomas          | Labour                 |                        |
|          | 1950     | circonscription abolie | circonscription abolie | circonscription abolie |

### MPs depuis 1983
| Election | Election | Membres             | Parti               | Portrait |
| -------- | -------- | ------------------- | ------------------- | -------- |
|          | 1983     | Ian Grist           | Conservateur        |          |
|          | 1992     | Jon Owen Jones (en) | Travailliste        |          |
|          | 2005     | Jenny Willott       | Libéraux-démocrates |          |
|          | 2015     | Jo Stevens          | Travailliste        |          |

## Élections

### Élections dans les années 2010
| Élections générales de 2017: Cardiff Central, |                    |                      |        |      |       |
| Parti                                         | Parti              | Candidat             | Votes  | %    | ±     |
|                                               | Labour             | Jo Stevens           | 25,193 | 62.4 | +22.4 |
|                                               | Conservateur       | Gregory Stafford     | 7,997  | 19.8 | +5.1  |
|                                               | Libéral Démocrates | Eluned Parrott       | 5,415  | 13.4 | -13.7 |
|                                               | Plaid Cymru        | Mark Hooper          | 999    | 2.5  | -2.5  |
|                                               | Green              | Benjamin Smith       | 420    | 1.0  | -5.3  |
|                                               | UKIP               | Mohammed Sarul-Islam | 343    | 0.8  | -5.6  |
| Bulletins rejetés                             | Bulletins rejetés  | Bulletins rejetés    | 80     |      |       |
| Majorité                                      | Majorité           | Majorité             | 17,196 | 42.6 | +29.7 |
| Participation                                 | Participation      | Participation        | 40,367 | 68.1 | +0.8  |
| Electeurs Inscrits                            | Electeurs Inscrits | Electeurs Inscrits   | 59,288 |      |       |
|                                               | Labour hold        | Labour hold          | Swing  | +8.6 |       |

Sur les 80 bulletins rejetés:
- 59 étaient non marqués ou il était incertain pour qui était le vote[7].
- 19 voté pour plus d'un candidat[7].
- 2 avait écrit ou une marque par laquelle l'électeur pourrait être identifié[7].

| Élections générales de 2015: Cardiff Central, |                                         |                                         |        |       |       |
| Parti                                         | Parti                                   | Candidat                                | Votes  | %     | ±     |
|                                               | Labour                                  | Jo Stevens                              | 15,462 | 40.01 | +11.2 |
|                                               | Libéral Démocrates                      | Jenny Willott                           | 10,481 | 27.12 | −14.3 |
|                                               | Conservateur                            | Richard Hopkin                          | 5,674  | 14.68 | −6.9  |
|                                               | UKIP                                    | Anthony Raybould                        | 2,499  | 6.47  | +4.4  |
|                                               | Green                                   | Chris Von Ruhland                       | 2,461  | 6.37  | +4.8  |
|                                               | Plaid Cymru                             | Martin Pollard                          | 1,925  | 4.98  | +1.5  |
|                                               | TUSC                                    | Steve Williams                          | 110    | 0.28  | −0.2  |
|                                               | Indépendant                             | Kazimir Hubert                          | 34     | 0.09  | N/A   |
| Bulletins rejetés                             | Bulletins rejetés                       | Bulletins rejetés                       | 117    |       |       |
| Majorité                                      | Majorité                                | Majorité                                | 4,981  | 12.9  | N/A   |
| Participation                                 | Participation                           | Participation                           | 38,646 | 67.3  | +8.2  |
| Electeurs Inscrits                            | Electeurs Inscrits                      | Electeurs Inscrits                      | 57,456 |       |       |
|                                               | Labour vainqueur sur Libéral Démocrates | Labour vainqueur sur Libéral Démocrates | Swing  | +12.8 |       |

Sur les 117 bulletins rejetés:
- 81 étaient non marqués ou il était incertain qui pour était le vote[13].
- 32 voté pour plus d'un candidat[13].
- 4 avait écrit ou une marque par laquelle l'électeur pourrait être identifié[13].

| Élections générales de 2010: Cardiff Central, |                         |                         |        |      |       |
| Parti                                         | Parti                   | Candidat                | Votes  | %    | ±     |
|                                               | Libéral Démocrates      | Jenny Willott           | 14,976 | 41.4 | −8.4  |
|                                               | Labour                  | Jenny Rathbone          | 10,400 | 28.8 | −5.5  |
|                                               | Conservateur            | Karen Robson            | 7,799  | 21.6 | +12.3 |
|                                               | Plaid Cymru             | Chris Williams          | 1,246  | 3.4  | −0.1  |
|                                               | UKIP                    | Sue Davies              | 765    | 2.1  | +1.1  |
|                                               | Green                   | Sam Coates              | 575    | 1.6  | N/A   |
|                                               | TUSC                    | Ross Saunders           | 162    | 0.4  | N/A   |
|                                               | Monster Raving Loony    | Mark Beech              | 142    | 0.4  | N/A   |
|                                               | Indépendant             | Alun Mathias            | 86     | 0.2  | N/A   |
| Majorité                                      | Majorité                | Majorité                | 4,576  | 12.7 | -2.8  |
| Participation                                 | Participation           | Participation           | 36,151 | 59.1 | +0.0  |
|                                               | Libéral Démocrates hold | Libéral Démocrates hold | Swing  | −1.4 |       |

### Élections dans les années 2000
| Élections générales de 2005: Cardiff Central |                                               |                                               |        |      |       |
| Parti                                        | Parti                                         | Candidat                                      | Votes  | %    | ±     |
|                                              | Libéral Démocrates                            | Jenny Willott                                 | 17,991 | 49.8 | +13.1 |
|                                              | Labour Co-op                                  | Jon Owen Jones                                | 12,398 | 34.3 | −4.3  |
|                                              | Conservateur                                  | Gotz Mohindra                                 | 3,339  | 9.2  | −6.7  |
|                                              | Plaid Cymru                                   | Richard Rhys Grigg                            | 1,271  | 3.5  | −1.3  |
|                                              | RESPECT                                       | Raja Gul-Raiz                                 | 386    | 1.1  | N/A   |
|                                              | UKIP                                          | Frank Hughes                                  | 383    | 1.1  | +0.5  |
|                                              | Indépendant                                   | Anne Savoury                                  | 168    | 0.5  | N/A   |
|                                              | New Millennium Bean Party                     | Captain Beany                                 | 159    | 0.4  | N/A   |
|                                              | Rainbow Dream Ticket                          | Catherine Taylor-Dawson                       | 37     | 0.1  | N/A   |
| Majorité                                     | Majorité                                      | Majorité                                      | 5,593  | 15.5 | N/A   |
| Participation                                | Participation                                 | Participation                                 | 36,132 | 59.2 | +0.9  |
|                                              | Libéral Démocrates vainqueur sur Labour Co-op | Libéral Démocrates vainqueur sur Labour Co-op | Swing  | +8.7 |       |

| Élections générales de 2001: Cardiff Central |                    |                    |        |      |       |
| Parti                                        | Parti              | Candidat           | Votes  | %    | ±     |
|                                              | Labour Co-op       | Jon Owen Jones     | 13,451 | 38.6 | −5.1  |
|                                              | Libéral Démocrates | Jenny Willott      | 12,792 | 36.7 | +11.8 |
|                                              | Conservateur       | Gregory Walker     | 5,537  | 15.9 | −4.2  |
|                                              | Plaid Cymru        | Richard Rhys Grigg | 1,680  | 4.8  | +1.3  |
|                                              | Green              | Stephen Bartley    | 661    | 1.9  | N/A   |
|                                              | Socialist Alliance | Julian Goss        | 283    | 0.8  | N/A   |
|                                              | UKIP               | Frank Hughes       | 221    | 0.6  | N/A   |
|                                              | ProLife Alliance   | Madeleine Jeremy   | 217    | 0.6  | N/A   |
| Majorité                                     | Majorité           | Majorité           | 659    | 1.9  | -16.9 |
| Participation                                | Participation      | Participation      | 34,842 | 58.3 | −11.7 |
|                                              | Labour Co-op hold  | Labour Co-op hold  | Swing  | -8.5 |       |

### Élections dans les années 1990
| Élections générales de 1997: Cardiff Central |                      |                   |        |      |       |
| Parti                                        | Parti                | Candidat          | Votes  | %    | ±     |
|                                              | Labour Co-op         | Jon Owen Jones    | 18,464 | 43.7 | +1.7  |
|                                              | Libéral Démocrates   | Jenny Randerson   | 10,541 | 24.9 | +3.6  |
|                                              | Conservateur         | David Melding     | 8,470  | 20.0 | −13.9 |
|                                              | Socialist Labour     | Terence Burns     | 2,230  | 5.3  | N/A   |
|                                              | Plaid Cymru          | Wayne Vernon      | 1,504  | 3.6  | +1.8  |
|                                              | Référendum           | Nick Lloyd        | 760    | 1.8  | N/A   |
|                                              | Monster Raving Loony | Craig James       | 204    | 0.5  | N/A   |
|                                              | Natural Law          | Anthony Hobbs     | 80     | 0.2  | N/A   |
| Majorité                                     | Majorité             | Majorité          | 7,923  | 18.8 | +10.7 |
| Participation                                | Participation        | Participation     | 42,253 | 70.0 | -4.3  |
|                                              | Labour Co-op hold    | Labour Co-op hold | Swing  | +7.8 |       |

| Élections générales de 1992: Cardiff Central, |                                         |                                         |        |      |      |
| Parti                                         | Parti                                   | Candidat                                | Votes  | %    | ±    |
|                                               | Labour Co-op                            | Jon Owen Jones                          | 18,014 | 42.0 | +9.7 |
|                                               | Conservateur                            | Ian Grist                               | 14,549 | 33.9 | −3.2 |
|                                               | Libéral Démocrates                      | Jenny Randerson                         | 9,170  | 21.4 | −8.0 |
|                                               | Plaid Cymru                             | Huw Marshall                            | 748    | 1.7  | +0.4 |
|                                               | Green                                   | Christopher Von Ruhland                 | 330    | 0.8  | N/A  |
|                                               | Natural Law                             | Brian Francis                           | 105    | 0.2  | N/A  |
| Majorité                                      | Majorité                                | Majorité                                | 3,465  | 8.1  | N/A  |
| Participation                                 | Participation                           | Participation                           | 42,916 | 74.3 | −3.3 |
|                                               | Labour Co-op vainqueur sur Conservateur | Labour Co-op vainqueur sur Conservateur | Swing  | +6.5 |      |

### Élections dans les années 1980
| Élections générales de 1987: Cardiff Central |                   |                   |        |      |      |
| Parti                                        | Parti             | Candidat          | Votes  | %    | ±    |
|                                              | Conservateur      | Ian Grist         | 15,241 | 37.1 | −4.3 |
|                                              | Labour            | Jon Owen Jones    | 13,255 | 32.3 | +8.1 |
|                                              | Libéral           | Mike German       | 12,062 | 29.3 | −3.3 |
|                                              | Plaid Cymru       | Siân Caiach       | 535    | 1.3  | −0.5 |
| Majorité                                     | Majorité          | Majorité          | 1,986  | 4.8  | −4.0 |
| Participation                                | Participation     | Participation     | 41,093 | 77.6 | +5.5 |
|                                              | Conservateur hold | Conservateur hold | Swing  | −6.2 |      |

| Élections générales de 1983: Cardiff Central |                                        |                |        |      |     |
| Parti                                        | Parti                                  | Candidat       | Votes  | %    | ±   |
|                                              | Conservateur                           | Ian Grist      | 16,090 | 41.4 | N/A |
|                                              | Libéral                                | Mike German    | 12,638 | 32.6 | N/A |
|                                              | Labour                                 | Raymond Davies | 9,387  | 24.2 | N/A |
|                                              | Plaid Cymru                            | Andrew Morgan  | 704    | 1.8  | N/A |
| Majorité                                     | Majorité                               | Majorité       | 3,452  | 8.8  | N/A |
| Participation                                | Participation                          | Participation  | 38,819 | 72.1 | N/A |
|                                              | Conservateur Vainqueur (nouveau siège) |                |        |      |     |

### Élections dans les années 1940
| Élections générales de 1945: Cardiff Central |                                      |                                      |        |       |     |
| Parti                                        | Parti                                | Candidat                             | Votes  | %     | ±   |
|                                              | Labour                               | George Thomas                        | 16,506 | 49.11 | N/A |
|                                              | Conservateur                         | Charles Stuart Hallinan              | 11,982 | 35.65 | N/A |
|                                              | Libéral                              | Peter Hopkin Morgan                  | 5,121  | 15.24 | N/A |
| Majorité                                     | Majorité                             | Majorité                             | 4,524  | 13.46 | N/A |
| Participation                                | Participation                        | Participation                        |        | 72.27 |     |
|                                              | Labour vainqueur sur National Labour | Labour vainqueur sur National Labour | Swing  |       |     |

Election général 1939/40:
Une autre élection générale devait avoir lieu avant la fin de 1940. Les partis politiques se préparaient à organiser une élection à partir de 1939 et, à la fin de cette année, les candidats suivants avaient été sélectionnés; 
- National Labour: Ernest Bennett
- Labour: John Ramage

### Élections dans les années 1930
| Élections générales de 1935: Cardiff Central |                      |                         |        |       |     |
| Parti                                        | Parti                | Candidat                | Votes  | %     | ±   |
|                                              | National Labour      | Ernest Bennett          | 16,954 | 51.51 | N/A |
|                                              | Labour               | John Dugdale            | 12,094 | 36.75 | N/A |
|                                              | Libéral              | William Glanville Brown | 3,863  | 11.74 | N/A |
| Majorité                                     | Majorité             | Majorité                | 4,860  | 14.77 | N/A |
| Participation                                | Participation        | Participation           |        | 68.69 |     |
|                                              | National Labour hold | National Labour hold    | Swing  | N/A   |     |

| Élections générales de 1931: Cardiff Central |                                      |                                      |        |       |     |
| Parti                                        | Parti                                | Candidat                             | Votes  | %     | ±   |
|                                              | National Labour                      | Ernest Bennett                       | 24,120 | 69.16 | N/A |
|                                              | Labour                               | Edward Archbold                      | 10,758 | 30.84 | N/A |
| Majorité                                     | Majorité                             | Majorité                             | 13,362 | 38.31 | N/A |
| Participation                                | Participation                        | Participation                        |        | 72.56 |     |
|                                              | National Labour vainqueur sur Labour | National Labour vainqueur sur Labour | Swing  | N/A   |     |

### Élections dans les années 1920
| Élections générales de 1929: Cardiff Central |                                |                                |        |       |       |
| Parti                                        | Parti                          | Candidat                       | Votes  | %     | ±     |
|                                              | Labour                         | Ernest Bennett                 | 14,469 | 39.1  | +5.3  |
|                                              | Unioniste                      | Lewis Lougher                  | 12,903 | 34.9  | −14.8 |
|                                              | Libéral                        | Barnett Janner                 | 9,623  | 26.0  | +9.5  |
| Majorité                                     | Majorité                       | Majorité                       | 1,566  | 4.2   | N/A   |
| Participation                                | Participation                  | Participation                  | 36,995 | 78.2  | +1.4  |
| Electeurs Inscrits                           | Electeurs Inscrits             | Electeurs Inscrits             | 47,282 |       |       |
|                                              | Labour vainqueur sur Unioniste | Labour vainqueur sur Unioniste | Swing  | +10.1 |       |

| Élections générales de 1924: Cardiff Central |                    |                           |        |      |       |
| Parti                                        | Parti              | Candidat                  | Votes  | %    | ±     |
|                                              | Unioniste          | Lewis Lougher             | 14,537 | 49.7 | +11.3 |
|                                              | Labour             | David Pole                | 9,864  | 33.8 | +1.8  |
|                                              | Libéral            | Aneurin John Glyn Edwards | 4,805  | 16.5 | −13.1 |
| Majorité                                     | Majorité           | Majorité                  | 4,673  | 15.9 | +9.5  |
| Participation                                | Participation      | Participation             | 29,206 | 76.8 | +5.4  |
| Electeurs Inscrits                           | Electeurs Inscrits | Electeurs Inscrits        | 38,026 |      |       |
|                                              | Unioniste hold     | Unioniste hold            | Swing  | +4.8 |       |

| Élections générales de 1923: Cardiff Central |                    |                     |        |      |       |
| Parti                                        | Parti              | Candidat            | Votes  | %    | ±     |
|                                              | Unioniste          | James Childs Gould  | 10,261 | 38.4 | −11.6 |
|                                              | Labour             | James Ewart Edmunds | 8,563  | 32.0 | +2.6  |
|                                              | Libéral            | Ieuan Watkins Evans | 7,923  | 29.6 | +9.0  |
| Majorité                                     | Majorité           | Majorité            | 1,698  | 6.4  | −14.2 |
| Participation                                | Participation      | Participation       | 26,747 | 71.4 | −3.0  |
| Electeurs Inscrits                           | Electeurs Inscrits | Electeurs Inscrits  | 37,444 |      |       |
|                                              | Unioniste hold     | Unioniste hold      | Swing  | −7.1 |       |

| Élections générales de 1922: Cardiff Central |                    |                          |        |      |       |
| Parti                                        | Parti              | Candidat                 | Votes  | %    | ±     |
|                                              | Unioniste          | James Childs Gould       | 13,885 | 50.0 | +8.9  |
|                                              | Labour             | James Ewart Edmunds      | 8,169  | 29.4 | +7.0  |
|                                              | Libéral            | Charles Fletcher Sanders | 5,732  | 20.6 | +0.5  |
| Majorité                                     | Majorité           | Majorité                 | 5,716  | 20.6 | +1.9  |
| Participation                                | Participation      | Participation            | 27,786 | 74.4 | +17.5 |
| Electeurs Inscrits                           | Electeurs Inscrits | Electeurs Inscrits       | 37,326 |      |       |
|                                              | Unioniste hold     | Unioniste hold           | Swing  | +1.0 |       |

### Élections dans les années 1910
| Élections générales de 1918: Cardiff Central |                                     |                           |       |      |     |
| Parti                                        | Parti                               | Candidat                  | Votes | %    | ±   |
|                                              | Unioniste                           | James Childs Gould*       | 8,542 | 41.1 | N/A |
|                                              | Labour                              | James Ewart Edmunds       | 4,663 | 22.4 | N/A |
|                                              | Libéral                             | George Frederick Forsdyke | 4,172 | 20.1 | N/A |
|                                              | Independent Unionist                | Robert Hughes             | 3,419 | 16.4 | N/A |
| Majorité                                     | Majorité                            | Majorité                  | 3,879 | 18.7 | N/A |
| Participation                                | Participation                       | Participation             |       |      | N/A |
|                                              | Unioniste Vainqueur (nouveau siège) |                           |       |      |     |

- coupon émis mais retiré.